# (2519) Annagerman
(2519) Annagerman (1975 VD2; 1958 RA; 1958 RK; 1964 TL; 1964 VT; 1977 BG; 1979 JJ) ist ein ungefähr 21 Kilometer großer Asteroid des äußeren Hauptgürtels, der am 2. November 1975 von der russischen (damals: Sowjetunion) Astronomin Tamara Michailowna Smirnowa am Krim-Observatorium (Zweigstelle Nautschnyj) auf der Halbinsel Krim (IAU-Code 095) entdeckt wurde. Er gehört zur Themis-Familie, einer Gruppe von Asteroiden, die nach (24) Themis benannt ist.

## Benennung
(2519) Annagerman wurde nach der polnischen Sängerin Anna German (1936–1982) benannt.